# Beach Fossils
Beach Fossils é uma banda americana de indie rock formada em 2009 no Brooklyn, Nova Iorque. Sua formação atual inclui Dustin Payseur (vocal e guitarra), Jack Doyle Smith (baixo), Tommy Davidson (guitarra) e Anton Hochheim (bateria). São conhecidos por seu som lo-fi e atmosférico, letras confessionais e nostálgicas, e pelo estilo vocal descontraído de Payseur. Atualmente, eles têm contrato com a Bayonet Records, após terem sido previamente vinculados à gravadora independente Captured Tracks.

## Estilo e influências musicais
O estilo musical de Beach Fossils foi descrito como indie rock, dream pop, indie pop, alternative rock, jangle pop, garage pop, e lo-fi.
Em uma entrevista com Kyra Bruce para a KOSU em abril de 2019, Payseur refletiu sobre seus temas líricos e direção ao longo dos anos: 'Eu estava escrevendo essas músicas pop bem felizes [no início da minha carreira] e, depois de um tempo, pensei: 'Sabe, eu não me sinto bem o tempo todo e quero escrever sobre isso, quero poder escrever sobre como estou me sentindo quando não estou bem.' E essas acabaram se tornando de alguma forma nossas maiores músicas e as que as pessoas mais gostaram. Eu pensei: 'Isso é ótimo, eu não tenho que escrever essas músicas pop brilhantes, posso escrever coisas que falem sobre a vida real e sobre estar triste, e as pessoas estão super a fim disso.'"
Durante uma entrevista ao The Post and Courier em janeiro de 2020, Dustin Payseur afirmou ter "centenas" de demos inéditas, nas quais trabalha desde a adolescência. Segundo ele, algumas dessas demos são completamente constrangedoras. Mesmo assim, ele costuma recorrer a algumas de suas primeiras demos e fitas quando está sem ideias no estúdio de gravação e frequentemente recicla riffs de guitarra ou ideias líricas antigas. Ele também explicou: "Se você não se permite chegar ao ponto em que está vulnerável o suficiente para olhar para trás e reconhecer que o que você fez é vergonhoso, então você não se esforçou o bastante. Caso contrário, você está se censurando demais."

## Discografia

### Álbuns de estúdio
- Beach Fossils (2010)
- Clash the Truth (2013)
- Somersault (2017)
- Bunny (2023)

### EPs
- What a Pleasure (2011)

### Compilações
- The Other Side of Life: Piano Ballads (2021)

### Singles
- "Daydream" (2010)
- "Face It" (2010)
- "Plastic Flowers" (Gruesome Flowers: A Tribute to the Wake com Wild Nothing, 2011)
- "Shallow" (2012)
- "Careless" (2013)
- "This Year" (2017)
- "Saint Ivy" (2017)
- "Down The Line" (2017)
- "Tangerine" / "Social Jetlag" (2017)
- "Silver Tongue" (vinil de 7 polegadas contendo a música "Enter Still" por Wavves, 2018)
- "Vacation / "Time" (reedição do 10º aniversário de Beach Fossils, 2020)[13]
- "Don't Fade Away" (2023)

## Membros

### Formação atual
- Dustin Payseur – vocal principal, guitarra, multi-instrumentista (2009–presente)
- Tommy Davidson – guitarra (2012–presente)
- Jack Doyle Smith – baixo, vocais (2012–presente)
- Anton Hochheim – bateria (2017–presente)

### Integrantes anteriores
- John Peña – baixo (2009–2012)
- Christopher Sennott Burke – guitarra (2009–2011)
- Tommy Lucas – bateria (2009–2010)
- Daniel Fox – teclados, trompete, guitarra, samples, vocal (2017)
- Zachary Cole Smith – bateria (2010); guitarra (2011–2012)
- Tommy Gardner – bateria (2010–2017)